# ۴۸۴ (قمری)
۴۸۴ (قمری)، چهارصد و هشتاد و چهارمین سال در گاهشماری هجری قمری است. اول محرم این سال برابر با اول مارس سال ۱۰۹۱ میلادی است.